# Championnat d'Autriche de football 2001-2002
Navigation
Saison précédente Saison suivante
La saison 2001-2002 du Championnat d'Autriche de football était la 91e édition du championnat de première division en Autriche. Les 10 meilleurs clubs du pays se retrouvent au sein d'une poule unique, la Bundesliga, où ils s'affrontent quatre fois, deux fois à domicile et deux fois à l'extérieur. À l'issue du championnat, le dernier de la poule est relégué et remplacé par le club champion de D2.
C'est le FC Tirol Innsbruck, double champion en titre, qui remporte la compétition en terminant en tête du championnat. C'est le 10e titre de champion d'Autriche de l'histoire du club. Cependant, ce titre va être entaché par les graves difficultés financières du club à l'intersaison 2002. En premier lieu, la fédération autrichienne lui inflige une pénalité de 5 points au démarrage de la saison 2002-03 puis refuse finalement de donner une licence au club pour la prochaine saison, entraînant la rétrogradation du Tirol en troisième division autrichienne. Du fait de cette décision, le VfB Admira Wacker Mödling n'est pas relégué et est maintenu en Bundesliga.

## Les 10 clubs participants
| - FC Tirol Innsbruck - SK Rapid Vienne - Grazer AK - SK Sturm Graz - FK Austria Vienne | - SV Austria Salzbourg - SV Ried - SC Schwarz-Weiß Bregenz - VfB Admira Wacker Mödling - FC Kärnten - Promu de 1.division |

## Compétition

### Classement
Le barème utilisé pour établir le classement est le suivant :
- Victoire : 3 points
- Match nul : 1 point
- Défaite : 0 point

| Rang | Équipe                    | Pts | J  | G  | N  | P  | Bp | Bc | Diff |
| ---- | ------------------------- | --- | -- | -- | -- | -- | -- | -- | ---- |
| 1    | FC Tirol Innsbruck T      | 75  | 36 | 23 | 6  | 7  | 63 | 20 | +43  |
| 2    | SK Sturm Graz             | 65  | 36 | 18 | 11 | 7  | 68 | 42 | +26  |
| 3    | Grazer AK C               | 63  | 36 | 17 | 12 | 7  | 69 | 39 | +30  |
| 4    | FK Austria Vienne         | 53  | 36 | 14 | 11 | 11 | 53 | 38 | +15  |
| 5    | FC Kärnten P              | 50  | 36 | 14 | 8  | 14 | 40 | 52 | -12  |
| 6    | SV Austria Salzburg       | 49  | 36 | 13 | 10 | 13 | 42 | 40 | +2   |
| 7    | SC Schwarz-Weiß Bregenz   | 45  | 36 | 12 | 9  | 15 | 51 | 70 | -19  |
| 8    | SK Rapid Vienne           | 43  | 36 | 11 | 10 | 15 | 37 | 49 | -12  |
| 9    | SV Ried                   | 36  | 36 | 9  | 9  | 18 | 37 | 54 | -17  |
| 10   | VfB Admira Wacker Mödling | 15  | 36 | 3  | 6  | 27 | 25 | 81 | -56  |

|  | Qualification pour la Ligue des clubs champions 2002-2003                               |
|  | Qualification pour la Coupe UEFA 2002-2003                                              |
|  | Qualification pour la Coupe Intertoto 2002                                              |
|  | Relégation administrative en 3e division                                                |
|  | T : Tenant du titre C : Vainqueur de la Coupe d'Autriche P : Promu de deuxième division |

## Bilan de la saison
| Championnat d'Autriche de football 2001-2002 |                                |
| Champion                                     | FC Tirol Innsbruck (10e titre) |
| Coupes et trophées                           |                                |
| Vainqueur de la Coupe d'Autriche 2001-2002   | Grazer AK                      |
| Qualifications continentales                 |                                |
| Ligue des clubs champions 2002-2003          | SK Sturm Graz                  |
| Coupe UEFA 2002-2003                         | Grazer AK                      |
| Coupe UEFA 2002-2003                         | Austria Vienne                 |
| Coupe Intertoto 2002                         | FC Kärnten                     |
| Promotions et relégations                    |                                |
| Promus en Bundesliga                         | SV Pasching                    |
| Relégués en 1.division                       | FC Tirol Innsbruck             |